# 13일의 금요일 3
《13일의 금요일 3》(영어: Friday the 13th Part III)는 1982년 공개된 미국의 3D 슬래셔 영화이다. 《13일의 금요일 2》(1981)의 속편이며 13일의 금요일 영화 시리즈 세 번째 작품이다. 시리즈 가운데 유일하게 3차원 영화로 제작되었다.
《13일의 금요일 4》(1984)로 이어진다.

## 줄거리
전편 직후. 주말을 맞아 크리스털 레이크에 위치한 옛집 히긴스 헤이븐을 찾은 크리스 히긴스와 친구들을 제이슨 보히스가 노린다.
친구들이 하나둘 사망한 끝에 크리스는 제이슨의 머리에 도끼를 꽂은 뒤 카누를 타고 도망치다가 너무 지쳐 잠이 들고 만다. 제이슨이 달려들고 썩은 패멀라 보히스 시체가 등 뒤에서 나타나 자신을 호수 밑으로 끌어당기는 악몽을 꾼 끝에 크리스는 경찰에 안전하게 인계된다.
1편과 마찬가지로 헛간에 누워있는 제이슨의 시체와 평온한 호수를 비추며 끝이 난다.

## 출연
- 데이나 키멀 - 크리스 히긴스 역
- 폴 크랫카 - 릭 봄베이 역
- 트레이시 새비지 - 데비 클라인 역
- 제프리 로저스 - 앤디 벨트라미 역
- 캐서린 파크스 - 비라 샌체즈 역
- 래리 저너 - 셸리 핑클스틴 역
- 데이비드 케이팀스 - 척 가스 역
- 레이철 하워드 - 칠리 잭슨 역
- 베치 파머 - 보히스 부인 역 (과거 촬영분)
- 에이미 스틸 - 지니 역 (과거 촬영분)
- 존 퓨리 - 폴 홀트 역 (과거 촬영분)

## 기타 제작진
- 공동 제작: 토니 비숍
- 협력 제작: 피터 신들러
- 미술: 롭 윌슨 킹
- 조감독: 리처드 데이비스

## 시청 등급
- 대한민국: 청소년 관람불가
- 미국: R

## 우리말 녹음
KBS 성우진 (1994년 7월 23일)
- 함수정 - 크리스 (데이나 키멀)
- 유동현 - 릭 (폴 크랫카)
- 강수진 - 앤디 (제프리 로저스)
- 김수경 - 데비 (트레이시 새비지)
- 문관일 - 셸리 (래리 저너)
- 조진숙 - 비라 (캐서린 파크스)
- 이근욱
- 윤기황
- 이연희
- 임성표
- 강구한
- 김순영